# Сабин (река)
Сабин (енгл. Sabine River) је река која протиче кроз САД. Дуга је 890 km. Протиче кроз америчке савезне државе Тексас и Луизијана. Улива се у Мексички залив.